# Комплексне використання продуктів переробки вугілля
Комплексне використання продуктів переробки вугілля — сучасний принцип, якого дотримуються у вугільній галузі при видобуванні, первинній і вторинній переробці вугілля та вуглевмісних продуктів.
Дослідження мінерального складу вугілля і супутніх порід показали, що в них представлені різні елементи, використання яких може бути економічно корисним.
Літологічний склад відходів вуглезбагачення свідчить, що в них превалюють глинисті породи і високозольні вугільно-мінеральні зростки. Алевроліти, пісковики і карбонатні породи містяться у відходах збагачення в незначних кількостях. Глинисті породи представлені в основному аргілітом і вуглистим аргілітом. Вміст основних типів порід у відходах вуглезбагачення наведено в таблиці 1.

Відходи вуглезбагачення містять ряд мікроелементів: молібден, мідь, цинк, бор, нікель, свинець, кобальт, ванадій, марганець, фосфор, барій, олово, золото, срібло, уран, реній, ґерманій і ін. Лабораторні дослідження показали можливість вилучення багатьох з цих компонентів при комплексної переробці сировини, але в промислових умовах ці питання не вирішені.
Дослідження показали, що відходи вуглезбагачення можуть бути використані в багатьох напрямках:
- відсіви відходів крупністю 0 — 3 мм при зольності до 70 % можуть бути використані для спалювання у вигляді водовугільної суспензії в топках котельних установок над шаром палаючого вугілля;
- відходи з фракцією ≤1 мм, що містять понад 25 % глинозему, можуть бути використані як глиноземна домішка при виробництві цементу;
- при виробництві цегли відходи, що містять мінімум піриту і вільних вапнякових включень можна використати як пісну паливну домішку;
- відходи придатні для виробництва аглопориту. Залежно від засмі-чення відходів кам'янистими породами міцність і густина аглопориту будуть змінюватись (в межах сортів, що передбачаються технічними умовами);
- відходи, що багаті глиноземом (22 — 24 % Al2O3) можна використати для виробництва алюмінію;
- деякі відходи придатні для газифікації;
- крупні відходи з мінімальним вмістом дріб'язку (0 — 6 мм) і вугільних фракцій можна використати для закладки виробленого простору в шахтах;
- у зв'язку з наявністю ряду мікроелементів (молібден, мідь, цинк, бор, марганець, фосфор і ін.) відходи флотації можна використовувати як добрива в сільському господарстві;
- золу виносу ТЕС використовують у будівельній промисловості, є позитивні спроби вилучати з неї високодефіцитну теплоізоляційну сировину (повітрянаповнені кульки золи);
- шлаки від спалювання вугілля на ТЕС можуть бути використані як теплоізоляційний матеріал, а також як заповнювач легких бетонів і цегли.

Таким чином, при комплексній переробці вугілля може бути використана не тільки його органічна складова, але й мінеральна. Використання мінеральної складової (відходів) крім техніко-економічного ефекту дозволить оздоровити повітряний басейн населених пунктів і визволити орні землі від териконів.
Утилізація відходів вуглезбагачення здійснюється за такими на-прямками:
- вилучення і використання горючої частини відходів;
- вилучення цінних продуктів для інших галузей промисловості;
- використання для виробництва будівельних матеріалів, у тому числі будівельної кераміки, цементу, заповнювачів бетонів;
- використання у будівництві доріг і гідротехнічних споруд;
- використання у сільському господарстві.